# Nuevo San Miguel Mitontic
Nuevo San Miguel Mitontic är en ort i Mexiko.   Den ligger i kommunen Ixtapa och delstaten Chiapas, i den sydöstra delen av landet, 700 km öster om huvudstaden Mexico City. Nuevo San Miguel Mitontic ligger 1 180 meter över havet och antalet invånare är 887.
Terrängen runt Nuevo San Miguel Mitontic är huvudsakligen kuperad, men söderut är den bergig. Runt Nuevo San Miguel Mitontic är det ganska tätbefolkat, med 111 invånare per kvadratkilometer. Närmaste större samhälle är Tuxtla Gutiérrez, 18,2 km väster om Nuevo San Miguel Mitontic. I omgivningarna runt Nuevo San Miguel Mitontic växer huvudsakligen savannskog.